# ماريو روميرو (كاتب)
ماريو روميرو (بالإسبانية: Mario Romero)‏ هو كاتب وشاعر أرجنتيني، ولد في 15 فبراير 1943، وتوفي في 28 يونيو 1998.